# Martin's Day
Pour plus de détails, voir Fiche technique et Distribution.
Martin's Day est un film canadien réalisé par Alan Gibson, sorti en 1984.

## Fiche technique
- Titre : Martin's Day
- Réalisation : Alan Gibson
- Scénario : Chris Bryant et Allan Scott
- Production : Richard F. Dalton et Roy Krost
- Société de production : United Artists
- Musique : Wilfred Josephs
- Photographie : Frank Watts
- Montage : David de Wilde
- Pays d'origine : Canada
- Format : Couleurs - Stéréo
- Genre : Drame
- Durée : 98 minutes
- Date de sortie : 1984

## Distribution
- Richard Harris (VF : Gabriel Cattand) : Martin Steckert
- Lindsay Wagner (VF : Pauline Larrieu) : Dr. Mennen
- James Coburn (VF : Georges Aminel) : Lt. Lardner
- Justin Henry (VF : Hervé Rey) : Martin
- Karen Black (VF : Martine Meiraghe) : Karen
- John Ireland : Brasseur
- Saul Rubinek : Auto-stoppeur
- Simon Reynolds : Jim